# Вуковар
Вуковар је град у Хрватској и административно средиште Вуковарско-сремске жупаније. Према прелиминарним резултатима пописа из 2021. у граду је живело 23.536 становника, а у самом насељу Вуковару је живело 22.616 становника. Вуковар је највећа речна лука на Дунаву у Хрватској.

## Географски положај
Вуковар, пристаниште на ушћу реке Вуке у Дунав, 19 km источно од Винковаца, 36 km југоисточно од Осијека. Надморска висина града је 108 m. Налази се на државном путу D2 (Вараждин - Осијек - Вуковар - Илок) и железничкој прузи Винковци - Вуковар. Већи део града налази се на благим таласастим обронцима Фрушке горе у Срему, док је мањи део у равној Славонији.

## Историја

### Рана историја и антика
Насељеност вуковарског краја прати се кроз пет хиљада година у континуираном току путем бројних археолошких локалитета. Овде су значајне културе млађег каменог доба (неолита) старчевачка, винчанска и сопотска. Темељиле су се на изградњи трајних насеобина. У употреби је полирано камено оруђе, усавршена је производња керамике.
Миграцијским кретањима и доласком нових етничких скупина индоевропског порекла уводе се и нове технологије. Почиње раздобље бакарног доба (енеолитик) с баденском, костолачком и вучедолском културом. Настају нови облици производње, сахрањивања и веровања и сложенији друштвени односи међу људима. Начин градње кућа и култни предмети сведоче о повезаности с медитеранским културним кругом.
Вучедолска култура посебно је значајна за вуковарски крај. Име је добила по локалитету Вучедол, пет километара од Вуковара низводно на Дунаву. У вуковарском крају бројна су археолошка налазишта из бронзаног, старијег и млађег гвозденог доба, која сведоче о животу Илира и Келта. Некропола илирских гробова на Лиевој бари у Вуковару доказује да је овде било и велико насеље.
Римљани су у освајачким походима у последњим деценијама п. н. е. избили на Дунав. Изградили су бројна утврђења, као границу (limes) према варварским племенима. У вуковарском крају значајни су римски локалитети Cornacum (Сотин), Cuccium (Илок) и Ulmo (Товарник). Уз Дунав је водио и важан римски пут. Римска цивилизација у овим крајевима утицала је на унапређивање економије, исушиване су мочваре и засађени први виногради.

### Насељавање Словена
Пропаст римске цивилизације, велика сеоба народа и аварско-словенска експанзија од шестог века даље довела је до великих промена. Међуријечје Дунава и Саве поприште је великих сукоба и интереса моћних држава тога времена. У то време се овде насељавају Срби као и други словенски народи.
Почетке данашњег Вуковара треба тражити врло рано, што потврђују и археолошки подаци. Изузетан топографски положај високе обале Дунава код ушћа Вуке био је важна одбрамбена тачка. У првој половини 10. века забележено је да су Мађари опљачкали тврђаву Вуково. На Левој бари у Вуковару истражено је велико гробље с бројним налазима који припадају белобрдској култури. Датирање ових налаза у 10. или 11. век најбоље потврђује да је у суседству било велико насеље.
У сачуваним писаним документима Вуковар се спомиње већ почетком 13. века као Волко, Walk, Wolkov, односно Вуково. Од 14. века све је више у употреби помађарени назив Вуковар. У то је време Хрватска је под влашћу Угара.
Вуковарска тврђава била је чврсто зидана на високој дунавској обали. У граду су становали банкари, трговци и сељаци. Већ 1231. године, међу првима на том подручју Вуковар је добио статус слободног краљевског града. Повељом херцега Коломана потврђене су повластице, које су штитиле вуковарске становнике.
У Вуковару је тада седиште велике Вуковске жупаније, која се протезала између Дунава и Саве. Вуковарски крај је тада густо насељен, постојала су бројна су утврђења и кметска села. У црквеном погледу Вуковска жупанија је била под католичком надбискупијом у Печују.

### Доба цара Душана
Код Вуковара је цар Душан остварио другу победу над Угарима краља Лајоша.

### Турска владавина — 16. и 17. век
Сто педесет година турске владавине донеле су вуковарском крају велике промене. Турци су на свом походу 1526. године, под вођством султана Сулејмана Величанственог заузели сва утврђења уз Дунав, па тако и Илок и Вуковар, те су потом извојевали велику победу на Мохачком пољу.
Вуковар је изгубио стратешки значај, али је остао значајно трговачко-банкарско место на важном и прометном путу. Имао је неколико градских четврти, богомоље, преноћишта и школе. Пред крај турске владавине имао је до 3.000 становника.
У исто време Илок је значајно турско управно и војно седиште. Претежно је насељен муслиманима.
Тада је хришћанско становништво тешко страдало, повукло се у шуме или је побијено. На опустело подручје као помоћне турске чете долазе Срби, али се повлаче заједно с турском војском. Вуковар је ослобођен од Турака 1687, а Илок 1688. године.

### Поновно насељавање — 18. и 19. век
У Вуковару је остало насељено педесетак кућа. У опустошени вуковарски крај враћа се староседелачко и новодосељено становништво. У нека опустела места насељавају се православни Срби и Шокци пореклом из Херцеговине. У XVIII и XIX веку насељава се и знатан број Немаца, Мађара, Јевреја, Русина, Словака и Украјинаца. Тако ово подручје постаје вишенационално.
Вуковар је седиште велике Сремске жупаније, која се протезала између Дунава и Саве, на истоку све до Земуна, на западу до Осијека, осим подручја Војне крајине.
Од 1840. године Вуковар је укључен у стални паробродски промет на Дунаву. Од 1878. године прикључен је на железничку пругу. Вуковарска лука је највећа претоварна лука у овим крајевима.
Спори развој индустрије у Вуковару утиче на мали пораст становништва града. По попису становништва из 1900. године у Вуковару живи 10.400 међу којима Срби чине један од три најбројнија народа у граду.

### Развој науке и културе
У складу са својим положајем у економском и административном погледу Вуковар се развио у просветно, културно и здравствено седиште.
У 18. веку у Вуковару већ делује ранарница, а лечењем се баве и неки фрањевци. Први дипломирани лекар делује од 1763. године. Крајем 18. века овде је владала велика сремска куга. Прва мала болница отворена је тек 1857. године.
Већ од 1730. године Вуковар има развијено народно школство. Из фрањевачке школе развила се народна школа у Старом Вуковару. Нови Вуковар има своју школу. Шегртска школа основана је 1886. а гимназија 1891. године.
У Вуковару је основана штампарија 1867. године и издавала је прве вуковарске новине на немачком језику »Der Surmier Bote«. Касније је радило више штампарија, а од бројних новина истицале су се »Сриемске новине«, које су излазиле готово три деценије на прелазу у 20. век.
У Вуковару су деловали бројни ликовни ствараоци.
Вуковар има свог нобеловца чешког порекла Лавослава Ружичку. Рођен је у Вуковару 1887. године, а Нобелову награду за хемију добио је 1939. године.

### Срби у Вуковару
Срби у Вуковару живе од најранијих времена, и досељавали су се у различитим историјским периодима. Свој траг оставили су у самим темељима града, његовој култури, традицији, духовности где су допринели свеукупном развоју града Вуковара кроз векове са другим народима који живе на том подручју. Рудолф Хорват у књизи о Срему наводи податке, на основу старих докумената, да су житељи Пачетина (1696.), поред осталога, морали и у време косидбе возити сено у Вуковар, за Раце који онде бораве. У једном запису од 10. јула 1608., записано је да Вуковар настањују Угари и Раци. Бартол Кашић је 1612. био у Вуковару и два пута записао да је ту језик илирски и да се Истер на илирском каже Дунав. Јохан Вилхелм фон Таубе је као владин саветник, службено боравио у Славонији и Срему 1776. и 1777. године. У опису Вуковара је записао да су од 3600 житеља, преко половине православни. Од католика је споменуо Немце у Новом Вуковару. Помиње се у документима 1708. године Стојан Радојковић биров вуковарски, 1860. године је "главар" Павле Кузмановић. Двојица Вуковараца, Гавра Димић и Теодор Петровић приложили су пре 1741. године прилог од 175 ф. за градњу манастирске цркве у Привиној глави. Посланик на Црквено-народном сабору био је 1744. године Пеша Димић из Вуковара. Први познати вуковарски претплатници српске књиге јављају се 1794. године. Узели су једну вредну историјску књигу за коју се надалеко чуло. Рајићеву историју прибавили су: Лазар Поповић и купци Јован Игњатовић, Теодор Петровић, Трифон Гавриловић и Илија Плавшић. Парох пренумерант истог наслова био је поп Игњатије Михајловић.
По митрополијском извештају из 1865. године, у Вуковару је по државном попису било 1600 житеља, а по црквеном (православном) је било 1347 душа. До тада је било две православне парохије, и то друге и четврте платежне класе. Извршиће се редукција, тако да ће остати само једна парохија. Године 1885. у Вуковару је било 1447 житеља.
Саборна црква Светог Николе у Вуковару изграђена је између 1733. и 1737. године на месту старе дрвене цркве из 1690. године. За њу су Срби у то време Турцима плаћали "тапијску таксу" за црквено земљиште која је износила тадашњих 300 акчи. Тада је сеобом Срба из српских крајева број српског православног становништва знатно повећан у граду Вуковару, па је била потреба да се изгради много већи црквени објекат за потребе православног становништва града, чему се и приступило 1733. године, донацијама богатих грађана Срба и православне цркве. Свакако се може јасно утврдити међутим да су Срби у овом граду имали цркву и пре прве велике Сеобе Срба те да је у самом граду била зајамчена слобода вероисповести. Друга црква, Свете Петке изграђена је у прелепом природном амбијенту излетишта Адица, недалеко од средишта града 1808. године када су Срби плаћали грофу Елцу два дуката годишње за земљиште на коме се налази црква. Велепоседник Алекса Пауновић је на свом имању "Трешња" до 1893. године подигао православну цркву и поклонио је вуковарској црквеној општини. Уз то је одредио 20 ланаца своје земље за њено издржавање.
Претплату за "Новине сербске" у Бечу, примао је 1813. године у Вуковару, Трифон Гавриловић. Познато учено дело, превод Стефана Живковића стигло је 1814. године и у Вуковар, међу тамошње Србе: Николу Плавшића и Василија Лазаревића. Биографије славних Срба "мужева" од Војића, купили су пренумерацијом 1815. године неколико Вуковараца: Василије Лазаревић лебцелдер, Јован Михајловић - купац, Теодор Мединац, Арсеније Јовановић, Нестор Амиџић - сабов и Павел Јанковић - лебцелдер. Исајловићева књига о историји трговине дошла је у руке Вуковарца, Георгија Петровића милитарски чиновник. Тражен је и далекосежни раскошни Вуков речник 1818. године, од стране Вуковараца трговаца: Василије Лазаревић, Гаврило Гавриловић, Ђорђије Ћирић, Јован Поповић и Павле Папулић. Вукове српске песме купио је претплатом 1823. године Вуковарац, Јован Гавриловић - 20 егземплара. Видаковићеву историјску књигу прибавио је 1823. године једини у Вуковару, купац Лазар Марковић. Претплату за "Сербски летопис" скупљао је 1826. године у Вуковару, трговац Јован Гавриловић. Српску књигу - ћириличну, купило је 1829. године неколико грађана вуковарских: трговци - Димитрије Поповић, Гавро Степанац и Васо Марковић, затим Паво Адамовић лебцедер, гђа Марија Михаиловић и две госпођице Кристина Гавриловић и Јулијана Стајић. Мађарско-српска граматика била је потребна и вуковарским трговцима. Набавили су је 1833. године претплатом: Василије Марковић, Гавра Степајчевић и Константин Михајловић. У Вуковару се међу претплатницима једне српске књиге 1847. године среће извесни Гаврил Недовић живописац, што може имати везе са радом у храму. Налази се те године у Вуковару и име извесног Јована Пецикозића златара, уз Глишу Пецикозића кујунџију. На скупштини Матице српске одржаној 1866. године у Пешти, учествовали су стари чланови из Вуковара: Јован Николић, др А. Рогулић, а пријавили су се за нове чланове: Мита Бира са 10 ф., Васа Михајловић 10 ф., Јован Миковић вел. судац 10 ф. Чланови Друштва за Српско народно позориште у Новом Саду били су 1866. године: гроф Карол Елц и Светозар Кушевић - Блацки.
Стигао је у Вуковар 1733. године као учитељ Украјинац, Тимотеј Левандовски. Он и његове колеге (које су продужиле даље) су дошли на територију српске Митрополије, по позиву митрополита Вићентија Јовановића. Још 1750. године помиње се "магистер" Григорије у Вуковару, који учи децу писмености. Пренумерант Рајићеве историје био је 1794. године учитељ Георгије Перчевић. Познати педагошки писац и учитељ Адам Драгосављевић је био активан члан српског грађанства у Вуковару између 1830—1838. године. Јавља се као пренумерант Вукових дела и учитељ немачког језика. Ту се и оженио Маријом Ристић. Вуковарско грађанство на челу са трговцем Јустином Михаиловићем давала је јаку подршку Вуку Караџићу. Вуковар је тада називан "Тврђава Вуковаца". Вуковарац Михаиловић Вуков пријатељ и поштовалац је иначе био ујак песника Бранка Радичевића. Боравио је Вук у том романтичном градићу више пута; најдуже, пола године провео је зиму 1837—1838. године, уживајући гостопримство Вуковарчана. Вук је по одласку, децембра 1838. године писао Михаиловићу: "Ја знам, да ни у каквом месту народа нашега немам више таковијех пријатеља као у Вуковару". Михаиловић је имао велики афинитет према националној култури: "његова магаза крај дућана, била је права књижница". Ту су свраћали многи књижевни радници, посетиоци, јер је домаћин био не само гостољубив, него и културан и радознали читалац, који је пратио културне токове у српству.
По државном шематизму православног клира у Угарској, из 1846. године православно парохијско звање је основано 1734. године. Када је реч о црквеним матичним књигама, матица рођених је почета 1734. године, али се редовно и тачно води тек од 1777. године. Слично је и за матицу венчаних, почетак је 1734. године, а тачно се воде од 1768. године. И матица умрлих се води од 1734. године, али правилно и редовно тек од 1869. године (или 1837). У Вуковару се 1846. године помињу две богомоље, од којих је једна градска, а друга ван града. У граду је саборна црква посвећена Летњем Св. Николи из 1732. године, а на месту званом Добра вода, је капела посвећена Св. Параскеви. Изван вароши су 1905. године две водице, свака са капелом - за прву је речено, а друга капела је посвећена Св. Пантелији. Темпло у Николајевском храму је 1854. године обновио иконописац Исајловић. Те 1846. године у Вуковару је пописано 1.629 православних душа. Свештенство су чинили протопрезвитер Павел Спаић који води црквене протоколе, и поп Урош Лазаревић који је катихета у школи. У Вуковару су 1846. године биле две нормалне школе. Школској деци које је било 137, предавали су учитељи Теодор Шевић (1847. је прве класе) и Георгије Јовичић. Вуковарски пароси су били: прота Петар Кузмановић (-1846), Урош Лазаревић (администратор 1846-1847), Павел Спаић (1846-1847), Кузман Станић (администратор 1860-1867), Илија Перкаћански (1868—1895), Душан Поповић (капелан, па 1895. администратор).
1869. у Вуковару је основано српско певачко друштво Јавор.
До 1888. године Милан Коњевић је био учитељ вуковарски, па прешао у Буђановце. Други учитељ "наместни" Ђорђе Ђорђевић је из Вуковара исте године отишао у Ириг. У месту 1905. године ради комунална школа са једним здањем. Учитељско тело чине: Никола Јовановић и Дане Узелац учитељи и Катинка Богдановић учитељица. У основну редовну школу је заиста ишло 120 ученика (од стасалих 137), а у недељну само шест.
У Вуковару је рођен 1814. године Димитрије Поповић свештеник и учитељ, професор Сомборске препарандије, књижевник. Оставио је великог трага својим животом и делом, прво у Сегедину а потом у Сомбору, где је и умро 1882. године.
Вуковарац, адвокат Милан П. Јовановић познати дописник листа "Заставе", крајем 1899. године постао је дописни члан Института за међународно право у Милану. Он је био до тада био једини члан тог италијанског института, са подручја Аустроугарске монархије.
Вуковарци су се одазвали 1895. године акцији прикупљања новца за градњу споменика последњем српском деспоту Стефану Штиљановићу. Било је много дародаваца, а треба навести само неке, попут: Алекса Пауновић велепоседник са 10 ф., Стеван Станишић је од других скупио укупно 12 ф. 50 новчића и то највише су дали, Српска занатлијска задруга са 5 ф. и Штедионица Старо Вуковарска са 1 ф.
Према попису од 2022. године удео Срба у Вуковару спао је испод 30 процената.

### Хрвати у Вуковару
Присутност бискупа Штросмајера (Strossmayer) 1874. у Вуковару је, по Рудолфу Хорвату, појачала хрватску свест вуковарских грађана. Вође вуковарских Хрвата средном друге половине 19. века су били Драгутин Алт, Иван пл. Маршо, Ладислав Најпар и Фердинанд Кетиг (Kettig). 29. априла 1878. се у Вуковару конституисала Хрватска католичка тисковна задруга, која је 11. маја исте године издала први број недељника Сриемски Хрват. Први уредник је био Драгутин Алт, а главни сарадник Иван Маршо. По смрти Алта, други уредник Сриемског Хрвата био је Ferdinand Kettig. 1878. настаје Вуковарско пјевачко и глазбено друштво које је на својој првој главној скупштини 27. октобра узело име Хрватско пјевачко и глазбено друштво Дунав. Председник је био Јосип Брандекер (Brandecker), потпредседник Deutsch, тајник Rikatti, благајник Вујновић, а одборници Kettig, Früster, Eisenthal, Kirchbaum, Laudenbach... Да се појача хрватство у Вуковару, одржан је од 19. до 22. августа 1878. први састанак хрватских ђака, са излетом лађом по Дунаву до Илока. Ладислав Најпар је био један од првих поборника хрватства у Срему.

### 20. век
Срби током 18, 19, и почетком 20. века били у Аустро-Угарској монархији међу водећим трговцима и занатлијама у Вуковару. Они су имали Српску кредитну банку основану још 1899. године. Затим Занатлијску задругу 1876. чији је оснивач Србин, Сава П. Лазић. Затим Српска опанчарска задруга основана још 1901. године. Добротворна задруга Српкиња и др. На најстаријем тргу у Вуковару, на углу улица Др. Фрање Туђмана и Змајеве, налази се зграда "Магазе Михаиловић" - родна кућа мајке српског песника Бранка Радичевића, Руже Михаиловић-Радичевић. Ова зграда у барокном стилу изграђена је крајем 18. века а у власништву породице Михаиловић била је од 1780. године те је у њој отворена прва "Српска Читаоница" у граду у којој су се чувале књиге и читала штампа која је редовно пристизала из Београда, Сремских Карловаца, Пеште и Беча. Била је једно од окупљалишта угледних вуковарских Срба.
Угледни српски трговци, адвокати, професори, привредници, богати слој грађанства активно је учествовао у друштвеном животу овог града. Често су примали у госте личности из двојне монархије, а данас су то историјске личности које су оставиле трага не само у српској већ и европској култури. Међу познатим Србима града Вуковара су имена Захарија Стефановића Орфелина, оснивача првог часописа на целом славенском југу који је написао и чувену песму "Плач Сербији" затим Јована Гавриловића, једног од три намесника у Кнежевини Србији, у време када је малолетан кнез, а после краљ био, Милан Обреновић те многи други попут Јустина Михајловића и др.
Свакако треба посебно истакнути име Алексе Пауновића богатог грађанина и трговца власника и градитеља преко 60 здања у средишту града, који је услед недостатка простора за значајна културна дешавања у граду дао изградити чувени вуковарски "Гранд Хотел" данас познатији као "Раднички Дом". Ова грађевина данас један од главних симбола града Вуковара и најмонументалније дело архитектуре историцизма у граду. Изграђена је по пројекту познатог српског архитекте Владимира Николића од 1895. до 1897. а поседовала је уз угоститељске садржаје и властиту биоскопску салу. "Гранд Хотел" даван је касније у закуп да би га Пауновићи коначно продали 1918. године. Тада је у Вуковару јачао раднички покрет те су га радници основавши радничку задругу откупили и претворили у "Раднички Дом".
По српском извору из 1905. године Вуковар је варош са 267 српских домова (од 1837) у којима је живело 1259 православних душа (од 9719 становника). Иако су по броју становника око 13%, по земљишном поседу Срби су држали 49%. У месту су од јавних здања српска православна црква и комунална школа. Свештенство чине: поп Илија Перкаћански парох и поп Славко Станисављевић капелан родом из Војке. Црква градска је у добром стању, парохија је друге платежне класе, има парохијски дом и библиотеку. Постоји парохијско православно гробље. У граду Вуковару су у исто време око 1905. године деловала три новчана завода. "Српска кредитна банка дд у Вуковару" основана је 1899. године, а преиначена у кредитну задругу 1907. годину да на крају била кредитна банка. Њена деоничка главница износила је 1905. године 89.406 к, а чиста добит за 1907. годину износила је 13.233 к. Управу завода чинили су први људи: управитељ Сима Тепић и председник др Васа Стојановић. Други завод основан још 1876. године био је "Штедионица у Вуковару", са деничком главницом од 120.000 к. То је била национално мешовита интересна група, која је добро пословала. Њена чиста добит износила је за 1907. годину 60.809 к. На челу штедионице били су 1905. године: председник Михајло Михајловић и књиговођа Фрањо Штајнингер. На крају треба поменути "Прву српску опанчарску задругу у Вуковару" основану 1901. године. Њен капитал је био врло мали, удели задругара износили су само 3.000 к, а чист добитак за 1907. годину био је 1.761 к. На челу Управе били су Шока Туцаковић председник и Александар Станишић непознате функције.
Године 1905. у Вуковару је умро тамошњи трговац Тоша Илић - велики српски добротвор. Тестаментом је овај иначе претплатник листа "Српско коло", оставио лепе поклоне српским градским установама. Дао је друштву "Привредник" - 2000 к, вуковарској српској православној црквеној општини 2.000 к, српском певачком друштву "Јавор" - 500 к и исто толико, добровољном ватрогасном друштву у Вуковару. Није заборавио ни Матицу српску, Српско народно позориште и Српску велику гимназију новосадску - дао је свакој по 100 к.
На светог Саву 1905. године Срби су у граду (17 година пре Хрватског дома) отворили "Српски Дом у Вуковару" грађен прилозима грађана. Дом је саграђен на месту на којем је претходно била зграда, која је изграђена 1822. године, и служила и као школа, али и за потребе српског певачког друштва "Јавор", а у згради су се редовно одржавали светосавски балови. Под кровом Српског дома свој простор су нашли: српска народна школа, женска добротворна задруга, кредитна задруга, гимнастичко друштво "Соко" и поменути "Јавор".
У ноћи између 18. и 19. септембра 1991. активиран је експлозив на цркви Светог Николе што је довело до знатних оштећења на цркви. По сведочењима очевидаца експлозив су поставила двојица припадника Зенги. Срушен је горњи део звоника, кровна конструкција и свод цркве. Унутрашњост цркве потпуно је демолирана и изгорела, али је срећом захваљујући локалном свештенству добар део иконостаса спашен и пренесен у Нови Сад, у Покрајински завод за заштиту споменика културе Војводине где је обновљен и чека се његов повратак у Вуковар чим се заврше радови на обнови храма које финансира Влада Републике Хрватске. Фирма "Станишић" из Сомбора која је давно израдила витраже за овај вуковарски храм, израдила је по оригиналним нацртима нове витраже за Цркву Светог Николе и они су постављени 2014. године.
Након Другог светског рата комунистичке власти одузели су цркви Српски Дом и укњижиле га на име градске фирме Велепромет. Српски Дом тешко је страдао у рату 1991. године, након рата део ентеријера је обновљен те је служио за верска окупљања уместо тешко оштећеног храма Светог Николаја, до његове обнове.
Након дугогодишњег судског спора око власништва објекта Српска православна црква заједно са Српским Народним Вијећем 2017. откупљује зграду Српског Дома те се у блиској будућности планира његова потпуна обнова и доградња додатног објекта који ће заједно са зградом дома представљати важан културни и друштвени центар српског народа у овим крајевима.
Град Вуковар је 2014. године, зачудо, ипак одао признање свом суграђанину Алекси Пауновићу, и на згради бивше галерије Бауер у самом средишту града поставио мраморну плочу са његовим именом исписану златним словима на ћирилици.
Код Вуковара је на Дунаву, почевши од 30. октобра 1918, заустављено 50 бродова и 217 шлепова разноврсне робе, чиме је спасен огроман плен који је на крају рата опљачкан из Србије - било је ту пољопривредних производа, стоке, покућства, ратног материјала, чак и електричних водова и стубова.
Јуна 1920. године у Вуковару је одржан Други конгрес Социјалистичке радничке партије (комуниста), на ком је она променила назив у Комунистичка партија Југославије.
У Краљевини СХС Вуковар је био средиште Сремске области 1922–29. У Краљевини Југославији су уведене бановине, Вуковарски срез је прво припадао Дринској а затим Савској бановини. Формирањем Бановине Хрватске, Вуковар је постао њен део, мада је група Срба потписала Вуковарску резолуцију којом је тражено искључење.
Крајем 1934. било је јављено да ће се град звати Вуково, што би било "чисто национално име".

### Други светски рат
О важности Вуковара и Борова за краљевину Југославију сведочи и тродневна посета тадашњег српског патријарха Гаврила Дожића. Патријархова посета одиграла се 18. новембра 1939. године, само неколико месеци након проглашења Бановине Хрватске која је законски почела да постоји 26. августа исте године у само предвечерје Другог светског рата. Уочавајући бојазан за судбину Краљевине Југославије уочи избијања Другог светског рата као и страх од међунационалних подела међу Србима и Хрватима које су са проглашењем Бановине Хрватске већ увелико нарасле патријарх је обишао вуковарски крај. О посети српског патријарха извештавали су и државни радио и штампа. Текстове о томе објавили су београдско „Време“ и „Политика“ од 20. новембра, међутим, најопширнији извештај, који је и главни извор овог текста, освануо је у новинама „Борово“ од 24. новембра.
Патријарх Гаврило у посету Вуковару кренуо је како би у овдашњем храму св. Николе осветио нова звона, али је том приликом посетио и фрањевачки самостан светих Филипа и Јакова где је примљен од стране Фрањеваца и јеврејску синагогу где га је примио рабин Израел Шер. Патријарх је допутовао возом из Београда, а свечано је дочекан још у Винковцима и поздрављен од стране, како наводи тадашњи лист "Борово", „многобројних представника верских и грађанских власти, установа и удружења“. На станици га је дочекао и директор фабрике Бата Тома Максимовић који је на свечаности освећења нових звона био и кум.
Након што је преноћио у вили директора фабрике Бата патријарх се у недељу 19. новембра рано изјутра упутио према Вуковару. Све куће, сва надлештва и установе у Вуковару биле су окићене заставама, а патријарха је целим путем поздрављао народ. „Улице су биле препуне грађана и људи из ближе и даље околине Вуковара, док су пред школама и православном црквом ђаци правили шпалир, држећи у руци заставице и цвеће“, пише лист „Борово“. Патријарха је дочекао повереник банске управе града Вуковара др Антун Топаловић пожелевши му у име грађана Вуковара добродошлицу. Захваливши му на добродошлици патријарх је између осталог рекао:
Ја долазим међу вас да вас као поглавар српске цркве поздравим и поделим свој патријаршки благослов, да вас упозорим на вашу најсветлију дужност, на мир који црква жели, на братство и љубав. А сви смо, у то сам уверен, вољни да све наше силе употребимо за добро наше отаџбине.
Каснији догађаји, јачање национализма и великохрватских идеја код проусташки оријентисаних вуковарских Хрвата и потом стварање Независне Државе Хрватске ствара се потпуно нова клима у граду изузетно неповољна посебно за вуковарске Србе и Јевреје али и друге нехрвате у граду.
На дан прогласа НДХ маса екстремних Хрвата у Вуковару манифестујући своје одушевљење дивљачким демонстрирањем против Срба и свега што је српско, дошла је пред споменик краља Александра I ујединитеља и срушила га. Скинула је краљеву бисту и главу окренула ка земљи урлајући "нека се напасе цигански и влашки краљ". Српске и Јеврејске институције девастиране су или уништене, уништаване су српске занатске радње и трговине, сви натписи на ћирилици у средишту града и даље, отимачина и пљачка до тада не забележена у историји града и плански затиран српски национални идентитет на овим просторима на којима Срби живе стотинама година што се у коначници ипак није успело.
Дана 28. априла 1941. Исте ноћи (као у Гудовцу код Бјеловара) код Вуковара, на обали Дунава, друге усташе су заклале још 180 Срба и бациле њихове лешеве у реку.
Град је био седиште тзв. Велике жупе Вука, која је обухватала цео Срем.
На збору у Вуковару, 8. јула 1941. године, Миле Будак је нарочито истицао и наглашавао да Срби који живе у Хрватској нису Срби него „дотепанци“ (просјачки досељеници) с истока, које су Турци довели са собом у Сријем као носаче и слуге. „Они су уједињени само са православном црквом, а ми нијесмо успјели да их асимилирамо. Међутим нека знају да је наша лозинка: Или се поклони или се уклони „
Како добровољце и колонисте тако су и друге Србе усташке власти присилно исељавале са територије своје државе. Августа 1941. усташе су из Вуковара све богатије Србе и интелектуалце "присилно пребацили у Србију, а њихово целокупно имање запленили у корист НДХ". Из Борова као и из других села вуковарског среза, покренули су велики број Срба. У селу Силашу наредили су да се сви Срби иселе у року од пола сата, а у њихове куће су довели Хрвате из Загорја. Др. Јова Новаковић лекар из Борова прича како су њега, његову породицу и још много Срба из Борова насилно иселили. 22. августа 1941. године дошло је у његово двориште 10 усташа наоружаних пушкама и митраљезима и наредили му да се за 10 минута са двоје деце спреми за полазак и понесе само најпотребније ствари. Новаковић је наредбу извршио у одређеном року: повео је децу, узео свежањ ствари, повео служавку и дошао на станицу где је већ чекало, око 30 породица са децом. После четворочасовног ишчекивања потрпали су их у фургоне које су споља "замандалили" не рекавши куда их воде. возили су се 24 сата, онда се воз зауставио на станици Гуња. Ту су чекали 3 и по сата док су их истоварили, потрпали на сељачка кола и одвезли 14 km испред Брчког "и истоварили нас на једној голој пољани на обали Саве преко пута Брезовог Поља". Одатле су после пребачени у Србију.
Одмах у почетку власти су готово по свим српским радњама, удружењима и новчаним заводима поставили комесаре. У Срему у вуковарском срезу, "сва српска предузећа: банке, трговине као и црквена општина, добили су комесаре који су кључеве од радњи и од каса узели себи у џепове". Црквена општина морала је да плаћа свом комесару Хорватовићу, "пропалом вуковарском сајџији, иначе пијаници и моралној пропалици". 2.400 динара месечно. Како то није било предвиђено црквеним буџетом комесар је себи плату обезбедио тако што је отпустио црквеног појца Пају Продановића учитеља, као и благајника и перовођу.
У Вуковару професор веронауке у реалној гимназији фра Силвестер Зубић и "поборник у усташком логору у Вуковару, и фратар католичког манастира Св. Боне код Вуковара, као и свештеник из Лукача, срез Вировитица Стјепан Јанковић познати су као ватрени поборници покатоличавања Срба. У Вуковару само током окупације насељено је преко 1.000 Хрвата. На пустарама Ада, Палача, Салаш у околини Вуковара пре рата су били колонизовани Срби – добровољци из Првог светског рата, а под усташком управом током рата, сви су протерани. На место њих дошло је око 1.000 Хрвата из Загорја. С друге стране, мета геноцида било је неколико српских села и град Вуковар у којем је побијено преко 1.000 Срба. Та села страдала у Другом светском рату, била су средиште нових усташких напада у грађанском рату деведесетих. То су Бобота, Вера, Трпиња, Бршадин, Маркушица, Острово, Негославци.

### Распад Југославије
Промене у Југославији крајем осамдесетих, јачање великохрватског и великосрпског национализма на свим подручјима, различити локални и међународни интереси доводе до почетка кризе у Југославији. Најжешћи окршај и сукоб дешава се баш у Вуковару, етнички измешаном граду који има стратешки положај на Дунаву.
Почетком рата у Хрватској, након проглашења независности у самом граду почињу да избијају поједини сукоби и минирање српских локала. Све је у Вуковару почело пре ратних сукоба тј. у пролеће 1991. године са минирањем српских кућа и локала, а затим је током јуна, јула и августа настављено са одвођењима Срба са радног места или под окриљем ноћи који су потом дивљачки убијани и бацани у Дунав.
Свим тадашњим становницима Вуковара добро је познато да су терор над Србима спроводиле оружане групе којима је командовао тадашњи председник вуковарског ХДЗ-а Томислав Мерчеп. О томе је најбоље сведочанство написао повереник хрватске Владе за Вуковар Марин Билић Били који је Фрањи Туђману, али и Ивици Рачану, Дражену Будиши и другима, августа 1991, послао писмо у којем, између осталог, пише о Мерчеповом терору у Вуковару али значајнијих реакција хрватских власти није било што се касније показало кобним, нити је до данас Хрватска пристала да пронађе тела несталих вуковарских Срба за којима породице до данас трагају како би их могле мирно сахранити.

#### Опсада Вуковара
Ратни сукоби у самом граду и околини започели су 13. августа 1991. и трајали су 87 дана. Југословенска народна армија је на крају заузела град 18. новембра. Вуковар је био први град из којег су борбом потиснуте хрватске снаге. Битка за Вуковар трајала је 87 дана, а у њој је, како се процењује, погинуло између 3.000 и 5.000 људи, углавном цивила. У сукобима је разрушено 90% града. Са обе стране почињени су стравични злочини, посебно познати: убијање Срба на обалама Дунава и највећи злочин на вуковарском подручју у току рата, стравичан масакр на пољопривредном добру Овчара где је по проценама убијено око 200 Хрвата, те припадника других народа међу којима и троје Срба свих изведених из вуковарске ратне болнице. И данас се на обе стране трага за неколико стотина Вуковарчана чија судбина не зна што представља велико оптерећење како за породице несталих тако и за међунационалне односе у самом граду.
У опсади Вуковара учествовало је око 30.000 војника ЈНА и велики број припадника територијалне одбране и паравојних снага, док су хрватске снаге, према проценама најпре бројале око 1.800 људи али је тај број касније растао. Са хрватске стране командант одбране Вуковара био је Миле Дедаковић Јастреб а командант кризног штаба Томислав Мерчеп.
Командант оружаних снага ЈНА на почетку рата био је Бајо Бојат а заменио га је пуковник Миле Мркшић, командант оперативне групе "Југ". Генерал Андрија Биорчевић био је командант јединица Новосадског корпуса на вуковарском ратишту. У Србији долази до присилне мобилизације, многи војни обвезници одбијају да крену у рат и напуштају земљу, на подручју Војводине чак 80% војних обвезника одбило је мобилизацију и дезертирало.
У тромесечним сукобима град је потпуно разрушен те се овај сукоб сматра једним од најдраматичнијих сукоба у скоро 800. година постојања овог града. Сем изузетно великих људских губитака, вуковарска културна и верска баштина а посебно индустријска инфраструктура потпуно су девастирани у рату. Тако су некада велики Југословенски гиганти попут комбината "Борово" и вуковарског "Вутекса" тешко страдали у рату и до данас нису потпуно обновљени.

### Крај рата и новије доба
Цивилна власт у граду успостављена је почетком децембра 1991. Донета је одлука да Вуковар буде центар српског аутономног ентитета, односно Српске области Славоније, Барање и Западног Срема. Председник Владе те области био је Горан Хаџић а Славко Докмановић је био председник Скупштине општине Вуковар. Источна Славонија била је под управом прелазне администрације УН (УНТАЕС) до 15. јануара 1998. када је Ердутским споразумом враћена у уставно-правни поредак Републике Хрватске. Самом мирном реинтеграцијом избегнуте су велике цивилне жртве у случају обнављања сукоба, те је мирна реинтеграција хрватског Подунавља један од успешнијих пројеката под вођством УН чији представник је био генерал Жак Пол Клајн, уз учешће хрватских представника предвођених Весном Шкаре Ожболт, Ивицом Вркићем као и представницима локалних Срба под вођством Војислава Станимировића. Након мирне реинтеграције креће обнова града који је до данас углавном у потпуности обновљен.
Последњих година Вуковар бележи драматичан пад броја становништва због изузетно лоше економске ситуације у граду. Становништво града се тако са предратних 47.000 у новије време свело на тек нешто више од 25.000 људи.
Српско становништво града Вуковара остаје до данас у добром броју како у граду тако посебно у местима око града Вуковара где су Срби у великој већини што је делом и заслуга њиховом компактном држању и повољном географском положају у односу на места где Срби живе у остатку државе. Док је у новије време упркос притисцима дела локалних националиста у самом граду али и немаром владе у Загребу, српски национални корпус у том делу Хрватске ојачао како на културном тако посебно на верском плану јер су многи верски објекти срушени у рату до данас махом обновљени а у јачање заједнице Срба на истоку Славоније и западног Срема посебно велики допринос даје Република Србија уз подршку Српске православне цркве која се на овим просторима обновила и успешно ради на оживљавању српске заједнице на целом поменутом простору.
Након мирне реинтеграције хрватског Подунавља 1997. године, прогнано хрватско становништво постепено се враћа на своје просторе, како у град Вуковар тако и у околна места са хрватском већином - Сотин, Опатовац, Маринци, док се село Богдановци, потпуно разорено у рату 1991., потпуно ревитализује а становништво се враћа својим кућама. Обновом стамбених објеката, болница, школа, цркава, Хрватског дома и др. културних институција важних за хрватски народ, посебним програмима владе Републике Хрватске за Вуковар у целости али и међународне заједнице као и деловања локалне католичке цркве и позитивног приступа њених представника на овим просторима, бившег бискупа Марина Сракића и садашњег Ђуре Хранића кроз помоћ заједници на локалу хрватска заједница у граду Вуковару постепено се обнавља.
У модерно време упркос вишегодишњем улагању у приближавању две највеће заједнице у граду, деловања у том правцу како улагањем у инфраструктуру и развојним програмима кроз образовање, повезивањем младих програмима за младе на нивоу града, неповерење између две заједнице и даље постоји. Према подацима Матичне канцеларије у Вуковару, 2013. је године у Вуковару склопљено 269 бракова. До краја 2014. године, склопљено је 217 бракова, од чега 35 мешовитих бракова. Посебан проблем је раздвојеност хрватске и српске деце од вртића до средње школе што појачава касније неповерење и у складу са тим отежава каснији живот у граду.

## Становништво

#### Број становника по пописима
| година пописа  | 2011.  | 2001.  | 1991.  | 1981.  | 1971.  | 1961.  | 1953.  | 1948.  | 1931.  | 1921.  | 1910.  | 1900.  | 1890.  | 1880.  | 1869. | 1857. |
| бр. становника | 27.683 | 31.670 | 46.735 | 41.959 | 38.830 | 25.763 | 20.616 | 18.994 | 12.738 | 12.116 | 12.149 | 11.557 | 11.205 | 10.234 | 9.453 | 8.162 |

- напомене:

Настао из старе општине Вуковар. До 1961. део података садржан је у општини Борово, а до 1981. у општини Трпиња. У 1991. повећан припајањем делова подручја општина Борово и Трпиња. У 2001. повећан припајањем дела општине Томпојевци.

### Вуковар (насељено место)

#### Број становника по пописима
| година пописа  | 2011.  | 2001.  | 1991.  | 1981.  | 1971.  | 1961.  | 1953.  | 1948.  | 1931.  | 1921.  | 1910.  | 1900. | 1890. | 1880. | 1869. | 1857. |
| бр. становника | 26.468 | 30.126 | 44.639 | 39.898 | 36.813 | 23.740 | 18.705 | 17.223 | 10.862 | 10.242 | 10.359 | 9.719 | 9.494 | 8.741 | 8.050 | 7.070 |

- напомене:

У 1991. повећано припајањем делова подручја насеља Бршадин и Трпиња (општина Трпиња), насеља Липовача и насеља Борово (општина Борово). До 1961. део података садржан је у насељима Борово (општина Борово) и Липовача, а до 1981. у насељима Бршадин и Трпиња (општина Трпиња).

### Попис 2021.
На попису становништва 2021. године, град Вуковар је имао 23.175 становника, следећег националног састава:
| Попис 2021.‍        | Попис 2021.‍        | Попис 2021.‍ | Попис 2021.‍ | Попис 2021.‍ |
| ------------------ | ------------------ | ----------- | ----------- | ----------- |
|                    |                    |             |             |             |
| Хрвати             | Хрвати             |             | 14.605      | 63,02%      |
| Срби               | Срби               |             | 6.890       | 29,73%      |
| Русини             | Русини             |             | 323         | 1,39%       |
| Мађари             | Мађари             |             | 220         | 0,95%       |
| Украјинци          | Украјинци          |             | 165         | 0,71%       |
| остали и непознато | остали и непознато |             | 972         | 4,19%       |
| укупно: 23.175     |                    |             |             |             |

### Попис 2011.
На попису становништва 2011. године, град Вуковар је имао 27.683 становника, следећег националног састава:
| Попис 2011.‍        | Попис 2011.‍        | Попис 2011.‍ | Попис 2011.‍ | Попис 2011.‍ |
| ------------------ | ------------------ | ----------- | ----------- | ----------- |
|                    |                    |             |             |             |
| Хрвати             | Хрвати             |             | 15.881      | 57,37%      |
| Срби               | Срби               |             | 9.654       | 34,87%      |
| Русини             | Русини             |             | 440         | 1,59%       |
| Мађари             | Мађари             |             | 347         | 1,25%       |
| Украјинци          | Украјинци          |             | 224         | 0,81%       |
| остали и непознато | остали и непознато |             | 1.137       | 4,11%       |
| укупно: 27.683     |                    |             |             |             |

### Попис 1991.
На попису становништва 1991. године, насељено место Вуковар је имало 44.639 становника, следећег националног састава:
| Попис 1991.‍    | Попис 1991.‍  | Попис 1991.‍ | Попис 1991.‍ | Попис 1991.‍ |
| -------------- | ------------ | ----------- | ----------- | ----------- |
|                |              |             |             |             |
| Хрвати         | Хрвати       |             | 21.065      | 47,18%      |
| Срби           | Срби         |             | 14.425      | 32,31%      |
| Југословени    | Југословени  |             | 4.355       | 9,75%       |
| Русини         | Русини       |             | 919         | 2,05%       |
| Мађари         | Мађари       |             | 694         | 1,55%       |
| Украјинци      | Украјинци    |             | 509         | 1,14%       |
| Муслимани      | Муслимани    |             | 194         | 0,43%       |
| Албанци        | Албанци      |             | 166         | 0,37%       |
| Словаци        | Словаци      |             | 147         | 0,32%       |
| Црногорци      | Црногорци    |             | 130         | 0,29%       |
| Немци          | Немци        |             | 94          | 0,21%       |
| Македонци      | Македонци    |             | 68          | 0,15%       |
| Словенци       | Словенци     |             | 65          | 0,14%       |
| Руси           | Руси         |             | 45          | 0,10%       |
| Пољаци         | Пољаци       |             | 41          | 0,09%       |
| Роми           | Роми         |             | 35          | 0,07%       |
| Чеси           | Чеси         |             | 32          | 0,07%       |
| Бугари         | Бугари       |             | 10          | 0,02%       |
| Грци           | Грци         |             | 8           | 0,01%       |
| Италијани      | Италијани    |             | 8           | 0,01%       |
| Јевреји        | Јевреји      |             | 6           | 0,01%       |
| Румуни         | Румуни       |             | 5           | 0,01%       |
| остали         | остали       |             | 22          | 0,04%       |
| неопредељени   | неопредељени |             | 1.129       | 2,52%       |
| регион. опр.   | регион. опр. |             | 47          | 0,10%       |
| непознато      | непознато    |             | 420         | 0,94%       |
| укупно: 44.639 |              |             |             |             |

## Политичко и административно уређење
Вуковар је административно средиште Вуковарско-сремске жупаније.
Вуковар је подељен на градска насеља: Вуковар-центар, Сајмиште, Петрова Гора, Митница, Нови Вуковар, Вуковар-Борово, Лужац, Добра Вода те приградска насеља Сотин, Грабово (укључује Овчару и Јакобовац) те Липовачу.
Вуковар има статус града. Градоначелник је носилац извршне власти и заступа град Вуковар. Градоначелник се бира на изборима сваке 4 године. Тренутни градоначелник Вуковара је Иван Пенава (ХДЗ) који је освојио други мандат на редовним локалним изборима 2017. године. Градоначелник има два заменика који се бирају у исто време када и градоначелник града. Уставним законом Републике Хрватске о правима националних мањина, српској националној мањини признаје се право на заступљеност у градској скупштини.
Један заменик градоначелника бира се из редова припадника српске националне мањине. На локалним изборима 2017. највећи број гласова на мањинској листи освојио је кандидат Демократске српске странке Срђан Милаковић који је тиме постао и заменик градоначелника града Вуковара из редова српске националне мањине.

## Привреда
Пре рата Вуковар је био један од најразвијенијих подручја у бившој држави. У граду су своја седишта имала нека од највећих комбината у бившој Југославији, вуковарски "Вупик", "Вутекс" и свакако највећи југословенски произвођач гуме и обуће Борово, комбината који је својевремено запошљавао више од 26.000 радника док данас неприватизован зависи од подршке државе а број радника десетоструко је мањи од предратног. Сам рат 1991. године зауставио је развој Вуковара, како услед великих разарања тако и услед недостатка становништва које се преполовило те је његов број данас тек половина предратног.
Након мирне реинтеграције, Влада Републике Хрватске 2001. године доноси "Закон о обнови и развоју града Вуковара". Неуспела приватизација предузећа у транзицији али ипак у највећој мери ратна заоставштина те лоша инфраструктура, недовољно развијена путна мрежа и недовољно искоришћени потенцијали положаја града на реци Дунав, онемогућила је снажнији економски опоравак и развој града до данашњих дана.
Лука Вуковар некада једна од водећих лука у СФРЈ, тешко је страдала у рату али је након реинтеграције започела обнова тог за Вуковар веома значајног привредног објекта. У периоду 1997—2000. започела је санација ратом оштећених објеката Луке Вуковар, рачуна се да је укупан износ инвестиција био 5,5 милиона евра. Након њене санације дошло се до спознаје да конкурентност луке у међународном смислу неће бити могуће одржати у оквиру дотадашњих простора и капацитета. У каснијим годинама улагањима учешће генералних терета у укупном претовару повећао се вишеструко те се данас у луци претовара више терета него осамдесетих година 20. века када је лука била најактивнија.
Пошто је лука била преференцијална лука северних, индустријски развијених делова Босне и Херцеговине, а како су ти крајеви углавном тешко страдали у рату, из тих разлога недостају велике количине угљена, кокса и челика који су некада вуковарској луци доносили и до милион тона претоварене робе.
У данашње време дошло је до опоравка пре свега пољопривреде која је у рукама великих привредних субјеката Хрватске попут Агрокора (Вупик) и др. У граду су отворене фирме које се баве пословима фармацеутике, трговине, виноградарства, прехране, грађевинског материјала и др.

### Посебне зоне улагања су
- подручје комбината Борово
- подручје привредне зоне Вуковар д.о.о
- лучко подручје
- подручје зоне мале привреде на Приљеву
- индустријско подручје према Винковцима на аутопуту Д55
- подунавска слободна зона
- подручје некадашње циглане

## Туризам
Туризам у Вуковару пре свега је везан за положај града на реци Дунав. Највећи значај Дунава је његова саобраћајна функција. Погранични смештај града основна је одредница његовог саобраћајно-географског и туристичко-географског положаја. Након поновног успостављања речног саобраћаја на Дунаву који је био заустављен рушењем новосадских мостова 1999, на пропутовању Подунављем од Немачке до Црног мора, у Вуковар сваке године крузерима пристиже велики број туриста. Наспрам других делова Хрватске као туристичке земље, овај део Хрватске слабије је посећен како због још лоше инфраструктуре, која се задњих година обнавља, тако и због недовољне промоције.
Близу центра града налази се Парк-шума Адица која је уређена за рекреацију и одмор а однедавно допуњена и еко етно центром у којем се представљају разни традиционални обрти, а садржи и угоститељске садржаје.
Једна од главних предности Вуковара је богато историјско наслеђе града. Континуитет насељавања ових простора сеже 5.000 година у прошлост.
Најважнија праисторијска култура је Вучедолска култура из времена енеолитика чијих налазишта је много, а однедавно на локалитету се налази и модеран Музеј вучедолске културе. Барокни центар града такође је веома атрактиван. Кроз град пролази и бициклистичка стаза која се спаја са свим регионалним стазама. С обзиром да је град на две реке, постоје услови за рибарење, пловидбу рекама и веслање.
Сваке године у граду се одржавају многи фестивали: најпознатији, "Вуковар Филм фестивал", фестивал глумца, вуковарске божићне свечаности и др.
Једна од најпосећенијих грађевина у граду је Вуковарски водоторањ, као један од главних ратних симбола града, затим Дворац Елц, археолошки парк Вучедол са заштићеним природним подручјем и сл. Постоје и неколицина меморијалних паркова попут "Меморијалног парка Дудик", али и места која подсећају на недавни рат 1991. године, "Меморијално гробље жртава домовинског рата" и "Место сећања Вуковарска болница".

### Градске знаменитости
- Дворац Елц је барокна грађевина комплексног типа изграђен је између 1749. и 1751. Од 1968. године у њему је смештен Градски музеј Вуковар. Градњу дворца започео је власник вуковарског феуда гроф Анзелмо Казимир Елц, припадник племићке породице која се убраја у немачко праплемство. Изграђен је у стилу једноставног барокног-ранокласицистичког дворца више пута је прошириван те се од скромне курије развио до репрезентативног дворца средњoевропског изгледа.
- Барокни центар града са старим барокним кућама и познатим вуковарским аркадама
- Раднички дом, најрепрезентативнији барокни објекат у граду, некада је у њему био хотел "Гранд" те га неки и дан данас тако називају.
- Палата Сремске жупаније изграђена за потребе Вуковске Жупаније данас је у њој седиште Вуковарско-Сремске жупаније.
- Палата Котарске области, репрезентативна зграда у којој се данас налазе жупанијски и општински суд.
- Храм Светог Николе, Вуковар у самом средишту града главни је и највећи православни храм у Вуковару.
- Православна црква Свете Петке на Доброј води у Вуковару налази се у Парк-шуми Адица у прелепом амбијенту. Поседује лепи иконостас у дуборезу а од давнина испод цркве је извор лековите воде " Извор свете Петке"
- Православна црква Стефана Дечанског у Борову насељу новоизграђени је храм СПЦ у вуковарској градској четврти Борово Насеље, црква је изнутра осликана спољашњи изглед цркве комбинација је српско-византијског и румунског стила градње цркава.
- Маузолеј породице Пауновић један од најлепших сецесијских објеката у граду.
- Маузолеј породице Станић у оквиру Старог православног гробља.
- Црква светих Филипа и Јакова у Вуковару трећа је по дужини у Хрватској након Загребачке и катедрале у Ђакову. Самостан поседује и библиотеку а црква је прави бисер барокне уметности. Испод цркве је и крипта вуковарских грофова Елц, обновљена 2017. и отворена за посетиоце.

## Образовање

### Основне школе
- ОШ Драгутин Тадијановић, Вуковар
- ОШ Антун Бауер, Вуковар
- ОШ Никола Андрић, Вуковар
- ОШ Синиша Главашевић, Вуковар
- ОШ Благо Задро, Вуковар
- ОШ Митница, Вуковар
- ОШ Јосип Матош, Вуковар

### Средње школе
- Гимназија Вуковар
- Економска школа Вуковар
- Техничка школа Николе Тесле, Вуковар
- Струковна школа Вуковар
- Музичка школа Вуковар

### Високошколске установе
- Велеучилиште Лавослав Ружичка, Вуковар, студијски програми
  - студије економије
  - студије права
  - студије физиотерапије
- Свеучилиште у Сплиту, одељење за струковне студије
  - студије економије
  - студије информатике
  - управно правне студије
- Свеучилиште Јосипа Јурија Штросмајера у Осијеку, дислоцирани студиј у Вуковару
  - студије економије
  - студије права
- Висока учитељска школа - дислоцирани студиј у Вуковару

## Спорт
Спортским објектима на подручју града Вуковара од почетка 2017. управља градско предузеће "Спортски објекти Вуковар". Град Вуковар поседује вишенаменску спортску дворану "Борово Насеље" капацитета око 3.000 гледалаца у склопу које је и мала спортска дворана као и дворана за куглање, од скора и атлетска дворана као и теретана. Спортска дворана у Вуковару изграђена је за потребе Стонотениског првенства Југославије, 1978. које се одржало у граду Вуковару.
На подручју града налази се и неколико стадиона : градски стадион Вуковар, стадион Вутекс-Слоге Вуковар и стадион Вуковара 1991. у Борову Насељу.
28.02.2017. отворен је комплекс базена са великим олимпијским базеном који има дозволе за сва међународним такмичењима и представља један од најмодернијих комплекса у Хрватској у овом тренутку, и два спољна базена.
- Спортско друштво Вуковар '91
- ХНК Вуковар 1991, фудбалски клуб
- ХНК Борово Вуковар, фудбалски клуб
- ХНК Раднички Вуковар, фудбалски клуб
- ШНК Дунав Сотин, фудбалски клуб
- НК Вутекс Слога Вуковар, фудбалски клуб, настао сједињавањем ФК Вутекс и ФК Слога
- НК Липовача, фудбалски клуб
- ХНК Митница, фудбалски клуб
- ЖОК Вуковар, женски одбојкашки клуб
- РK Борово Вуковар, рукометни клуб
- КК Вуковар, кошаркашки клуб
- КК Борово Вуковар, кошаркашки клуб
- АК Маратон Вуковар, атлетски клуб
- ВК Вуковар, веслачки клуб
- БК Борово Вуковар, бокс клуб

## Знамените личности
- Лавослав Ружичка, хемичар, добитник Нобелове награде
- Јован Станојевић, епископ хумски
- Захарије Орфелин, српски писац, просветитељ, сликар, историчар
- Јаков Орфелин, српски сликар
- Димитрије Вученов, српски књижевник, књижевни критичар, преводилац
- Јован Гавриловић, српски историчар, велики добротвор
- Зоран Богнар, српски песник, прозаик и књижевни критичар
- Синиша Михајловић, српски фудбалер
- Милан Мачван, српски кошаркаш
- Марина Милетић, одбојкашица
- Ђорђе Радишић, српски књижевник
- Бранимир Грађански, сликар и песник
- Сандра Паовић, хрватска стонотенисерка
- Мирна Јукић, хрватска пливачица
- Павао Павличић, хрватски књижевник
- Синиша Главашевић, хрватски новинар
- Владо Штефанчић, хрватски режисер, радијски и тв водитељ
- Стјепан Супанц, хрватски револуционар, архитекта и политичар
- Милан Гајић, српски фудбалер

## Партнерски градови
- Бач
- Мостар
- Дубровник
- Сињ
- Бачки Петровац
- Загреб
- Карловац

## Галерија
- Србин из Вуковара, 1866.
- Ратом оштећени водоторањ
- Мост Жана Николијера
- Меморијално гробље жртава домовинског рата
- Спомен парк Дудик пре обнове
- Спомен плоча на кући нобеловца Лавослава Ружичке
- Лука Вуковар